# Arrosage intelligent
 (avril 2020).
Si vous disposez d'ouvrages ou d'articles de référence ou si vous connaissez des sites web de qualité traitant du thème abordé ici, merci de compléter l'article en donnant les références utiles à sa vérifiabilité et en les liant à la section « Notes et références ».
L' arrosage l’intelligent est la déclinaison des approches smart systems et de la théorie cybernétique  à l'arrosage des espaces verts.
Elle a pour objectif de réaliser des économies d’eau, en conditionnant l’arrosage (l'action) à partir de l’humidité du sol (la mesure) et de donnée méteo. Cette approche est similaire à celle du thermostat, la direction assistée ou le régulateur de vitesse. Dans chacune de ces applications une boucle de rétroaction permet de maintenir un point d'équilibre et de résister au désordre. Dans cette vision une solution intelligente est un système qui permet de collecter [CAPTER] de l'information depuis des capteurs afin de construire une image du monde réel (dans notre cas le besoins en eau des plantes). Ces informations sont ensuite traitées et analysées [PROCESSER] dans le but d'agir avec une action [AGIR] dite intelligente qui pourra éventuellement modifier à son tour le monde réel. L'arrosage intelligent est la déclinaison de la boucle [CAPTER], [PROCESSER], [AGIR] dans le domaine de l'arrosage.
Les dispositifs d'arrosage intelligent combinent des technologies d'arrosage centralisé et des capteurs d'humidité du sol avec pour objectifs de réduire la consommation d'eau de manière significative et de préserver l'aspect des espaces verts par rapport à un attendu.
La performance d’un arrosage intelligent repose sur sa capacité à ajuster au plus juste régulièrement les quantités d’eau apportées. Cela nécessite d’avoir des sondes d’humidité connectées, mais également des contrôleurs d'électrovanne pilotés à distance.
L’adjonction de compteurs d’eau connectés permet de maximiser les économies d'eau en détectant les fuites cachées et d'avoir une gestion plus juste par le contrôle instantané ou régulier des débits. Une station météo complémentaire, locale ou à distance, permet d’avoir une compréhension agronomique par adéquation des quantités d’eau apportées.

## Domaines d'application
L'arrosage intelligent peut être utilisé dans les espaces verts des collectivités par les services Espaces verts et jardins ou par les sous-traitants (paysagistes, entreprises d'entretiens des espaces).
Les agriculteurs, pour l'irrigation de leurs cultures utilisent ces dispositifs pour réduire leur consommation d'eau et s'assurer d'irriguer de manière précise leurs parcelles et éviter la sur-irrigation ou le stress hydrique qui ferait baisser le rendement de leur production.
Comme pour les agriculteurs, les horticulteurs pratiquent une irrigation de précision pour leurs plantations en extérieur ou cultures hors-sol en serres.
L'arrosage intelligent n'est pas forcément destiné aux particuliers, bien que le marché se développe aussi en ce sens, car il est préconisé pour les grands espaces et pour les professionnels recherchant de la précision dans l'irrigation.

### Automatisation
L'arrosage intelligent émerge avec l'apparition des capteurs environnementaux connectés (IOT - Internet des objets). La dématérialisation des programmateurs et le pilotage de l'irrigation à distance au travers des réseaux LPWAN tels que les réseaux Sigfox et LoRaWAN, autorisent des actions comme la programmation et reprogrammation de l'arrosage peu importe l'endroit où se trouve l'intervenant, et ce depuis un smartphone ou un ordinateur.
Avec l'IOT et la récupération de données, des modèles sont créés afin d'exploiter ces données dans un but environnemental comme l'optimisation de la consommation d'eau ou la réduction des déplacements des équipes. Les algorithmes développés pour les dispositifs d'arrosage intelligent permettent quant à eux, de calculer chaque jour la juste quantité d'eau d'irrigation dont les végétaux ou les cultures ont besoin. Au delà des économies d'eau l'arrosage raisonné évite le lessivage des sols pour maintenir leur fertilité. 

## Contexte actuel
En France les espaces verts représentent 55 000 hectares de jardins, de parcs, de ronds-points qui doivent être irrigués chaque jour. Dans nos sociétés actuelles, les collectivités tendent vers plus d'économies d'eau pour préserver une ressource qui se fait de plus en plus rare. Pourtant, 91 % des communes arrosent avec de l'eau potable et cela représente 65 % du volume d'eau consommé.
La consommation d'eau pour l'arrosage des espaces verts c'est 11 % du budget total du service.
Face à cela des dispositifs ont commencé à émerger et à être installés dans les villes, l'arrosage automatique, l'arrosage centralisé, la gestion différenciée ou encore la gestion durable et l'arrosage intelligent.

## Composantes d'un dispositif d'arrosage intelligent
Un dispositif d'arrosage intelligent peut être composé de :
- instrumentation connectée : capteurs (humidité du sol, compteurs d'eau…) ou actionneurs (commande d'électrovannes).
- Arrosage centralisé pour exécuter les consignes d'arrosage.
- Une plateforme qui permet de piloter les changements de consigne d'arrosage.
- Une application qui permet d'assurer la gestion et la supervision.

Les dispositifs sans fil ont l’avantage d’être, dans certains cas, faciles à installer sur des espaces verts existants, sous réserve de leur compatibilité avec les électrovannes ou des compteurs d’eau existants. La compatibilité du dispositif avec les électrovannes du marché, si elle est établie, permet d’éviter parfois des coûts de remplacement de ces électrovannes lors de la mise en place.

## Avantages d'un arrosage intelligent par rapport à des programmateurs autonomes
- Économies d'eau, selon le type de programmation. Dans la plupart des cas, la programmation est saisonnière, l'ajustement quotidien peut représenter plus 40 % d'économies d'eau.
- Réduction du lessivage des sols et amélioration de la fertilité
- Les avantages liés à la centralisation de l'arrosage : pas de nécessité d'interventions sur site.
- Capacités de supervision sur téléphone mobile, ou d'un ordinateur de bureau dans le cas de gestion centralisée.

## Avantages d'un arrosage intelligent par rapport à un arrosage centralisé
- Ajustement quotidien des apports en haut, basé sur l'humidité théoriquement présente dans le sol. Lors d'aléas climatiques, les économies d'eau peuvent être importantes
- Le coût des dispositifs autonomes peut-être, dans certains cas, avantageux par rapport aux installations filaires pouvant également être sujettes au vandalisme.
- La compatibilité avec les électrovannes du marché permet de déployer les dispositifs, si le parc est hétérogène.
- Capacités de supervision sur téléphone mobile.